# Socha svatého Jana Nepomuckého (Ráj)
Socha svatého Jana Nepomuckého stojí u kaple svaté Anny v katastrálním území Ráj místní části města Karviná, je kulturní památkou. Socha sv. Jana Nepomuckého z druhé poloviny 18. století stála původně u silnice proti bráně zámku v Ráji, odkud byla přenesena ke kapli svaté Anny.

## Popis
Pískovcová socha v životní velikosti v bohatě řaseném šatu v levé ruce zvedá křížek, k němuž upírá pohled. Pravou rukou přidržuje biret a palmovou ratolest. Světec stojí na tři metry vysokém čtyřbokém podstavci s profilovanou krycí deskou.